# نادي بلد
نادي بلد الرياضي هو أحد أندية الدوري العراقي تأسس عام 1989 .